# Cantó de Laon-Sud
El cantó de Laon-Sud és un cantó francès del departament de l'Aisne, situat al districte de Laon. Té 20 municipis i el cap és Laon.

## Municipis
- Athies-sous-Laon
- Bièvres
- Bruyères-et-Montbérault
- Chérêt
- Chivy-lès-Étouvelles
- Clacy-et-Thierret
- Eppes
- Étouvelles
- Festieux
- Laon (part)
- Montchâlons
- Nouvion-le-Vineux
- Orgeval
- Parfondru
- Ployart-et-Vaurseine
- Presles-et-Thierny
- Samoussy
- Veslud
- Vorges

## Història
| Data d'elecció                           | Identitat          | Partit | Qualitat |
| ---------------------------------------- | ------------------ | ------ | -------- |
| 1973-1982                                | Robert Aumont      | PS     |          |
| 1982-1993                                | Jean-Claude Lamant | RPR    |          |
| 1993-2008                                | René Dosière       | PS     |          |
| 2008-                                    | Thierry Délerot    | PS     |          |
| les dades anteriors no són pas conegudes |                    |        |          |
|                                          |                    |        |          |

## Demografia
| A partir de 1990: Població sense dobles comptes |